# 馬場元子
馬場 元子（ばば もとこ、1940年1月2日 - 2018年4月14日）は、日本の実業家。兵庫県明石市出身。出生時の旧姓は伊藤、養子縁組後の旧姓は河合。夫は元プロ野球選手、プロレスラーのジャイアント馬場。
全日本プロ・レスリング株式会社取締役、代表取締役社長、オーナー、及びオールジャパン・プロレスリング株式会社（株式会社全日本プロレス・イノベーションが出資）取締役などを歴任した。そのほかにも、所属選手のグッズ販売の株式会社ジヤイアントサービス、版権管理やチケット販売の株式会社ミスタービィ、レスラーの各種権利などを管理する株式会社プロレス振興会 の代表取締役や、興行・リング仮設などの業務を行う有限会社ビー・アンド・ジェイ の代表もしていた。
身長は167cm。政治家の小池百合子の母親とは又従姉妹の関係。

## 来歴
兵庫県（現加西市）の旧家（農家）の二男である父親が、分家後、石油販売業で財を成して、居を定めた明石の裕福な家で三女（姉2人、兄1人）として生まれ、15歳（中三）の時に自宅近くの明石野球場でキャンプを張っていた読売ジャイアンツの投手・馬場正平と出会う。当時、元子の父親がジャイアンツの後援者であり、キャンプの際に選手や関係者を自宅に招くのが毎年恒例になっていた。元子は馬場の野球選手時代を知る数少ない人物の一人でもある。なお、ジャイアンツの選手たちを自宅に迎えたとき、馬場の足に入る特大スリッパを用意していたというエピソードが残っているが、実際にスリッパを作ったのは元子の2人の姉たちであった。また、姉妹それぞれにお手伝いさんが一人ずつ付くお嬢（姫）様育ちだったためか、姉たちと同様に元子も自分で片付けが出来ずに放っておくと散らかり放題なので、結婚後は馬場が片づけていたと言われている。
1960年、神戸山手女子短期大学を卒業。当時、父親が神戸山手学園の理事をしており、中高も神戸山手学園の中学・高校に通っていた。短大卒業の頃からのめり込んでいたのは、この頃流行りだしたボウリングだった。元子の腕前は玄人はだしだったと言われている。
その後馬場とは何度かデートをしたり、手紙のやり取りなども重ねて馬場からのプロポーズも受けていたが、両親の許しがどうしても得られないという絶望的な状況が続いていた。それを打開するため、1967年には知人のツテで形ばかりの社員としてアジア旅行社に採用してもらい、両親の元を離れてロサンゼルスに居を構える。馬場の渡米のたびに同棲生活を送ることになるが、翌1968年にはハワイのマンションに引っ越す。結婚に反対の両親を説き伏せるため1971年、元子の本来の姓をマスコミに隠すために元子の知人である河合家の養女になる（伊藤家から籍を抜く）も、功を奏さなかった。同年9月、ハワイのカハラ・ヒルトン・ホテルで河合家の義姉夫妻2人だけの立会いの下、結婚式を挙げる。だが、その事実は馬場自身が1982年7月に結婚生活を送っていることを公表するまで、一般ファンには長く伏せられていた。婚姻届の提出は1982年6月17日。子供は授かっていない。その後、養子も取らなかった。子どもを作らなかった理由として、馬場のような巨人症を懸念したためとよく言われているが、生まれた子がもし馬場のほうに似ていたら元子の母親が悲しむからという言説もなされている。
ビジネス面では、馬場夫妻が経営する「ジヤイアントサービス」を通じてグッズ販売を独占し、全日本プロレスとは別会計で同社に入るようにしていた。そのため選手には売り上げの10％しか入らなかった。
1999年1月31日、ジャイアント馬場と死別。病室で馬場の死を告げられてからの元子による「遺体隠蔽計画」は語り草になっている。これは病室から馬場の遺体を密かに自宅マンションまで運び込み、近くの寺で一部の人達だけで密葬を行った後に、その死を公表するというものであった。途中で露見してしまったが、当時から賛否両論を巻き起こした。
馬場の死後から約4ヶ月となる1999年5月、三沢光晴が後任社長となった新役員体制で全日本プロ・レスリング株式会社取締役となるが株式は元子が保有していた。運営方針としてはあくまでも馬場の方針をそのまま受け継ぐべきだと考えていたため、改革を訴える三沢とは度々対立していた。
2000年、三沢以下所属選手・スタッフ40名以上が全日本を退社しプロレスリング・ノアを立ち上げた ことにより、選手・スタッフの大量離脱で苦境に立たされた全日本プロ・レスリング株式会社の代表取締役社長に就任する（2000年7月）。この時全日本に残った選手は川田利明と渕正信、議員活動を掛け持っていた馳浩の日本人3人のほかは、留学生の太陽ケアのみであり、馬場存命時にSWS・WARへ移籍した経緯がある天龍源一郎を復帰させるなど苦しいやりくりを強いられた。その後、新日本プロレスとの対抗戦を経て武藤敬司が全日本に移籍し、その後元子に代わり社長となった。しかし元子オーナー体制は変わらなかった。
団体そのものの存続に危機感を抱いた和田京平らは、川田利明・渕正信・和田京平のプロパー3人の連名で「武藤社長への株式譲渡を求める。拒否された場合は全選手と社員で全日本プロレスを離脱する」という主旨の文書を元子に提出。これを受けて2002年9月、元子は保有する全株式を武藤に無償譲渡してオーナーを退いた。
2009年6月、リング禍で死去した三沢の葬儀に参列。久々に公の場へ姿を現した。
2010年に脳梗塞で倒れたものの、徐々に快復。
2014年7月、秋山準が社長となって新体制を敷いたオールジャパン・プロレスリングの取締役相談役に就任。役員として再び全日本を支えることとなり、同年10月22日、後楽園ホール大会で約12年ぶりにリング上から挨拶した。翌年、役職から退いた。
2016年4月20日、曙が設立した新団体「王道」に出資し、後楽園ホールの旗揚げ戦に登場。ジャイアント馬場のイメージカラーである赤のジャケットを着用し、記者の質問に「耳が遠くなっちゃって、何を言ってるか良くわからないのよね」と苦笑していた。2017年に、曙が病に倒れてからは王道の活動は停止している。
元子が公の場に最後に姿を現したのは、2016年10月15日、馬場に対する三条市名誉市民贈呈式であった。
晩年は肝臓の病気と闘っていた元子だが、馬場の病状を正確に把握できなかった医師への不信感からか、病院での治療には腰が重かった。それでも、病状が悪化した2017年6月には聖路加国際病院に最初の入院。そして7月には練馬区内の介護施設に移った。その後、再度の入院の後、2017年11月に今度は自宅近くの目黒区内の介護施設に移った。2018年4月14日21時19分（報道発表の21時9分というのは誤り）、肝硬変のため目黒区内のその施設で死去、看取ったのは姪の夫ひとりであった。享年79（満78歳）。戒名は「顕徳院法栄妙元清大姉（けいとくいん ほうえい みょうげん しょうたいし）」。2018年6月3日、元子の遺骨は馬場の墓所である明石市の本松寺に馬場と共に葬られることとなった。馬場夫妻の墓の左隣には、元子の両親の墓がある。お父さんっ子であった元子が父親の死後（1985年）、墓前であまりに号泣する姿を見て、馬場がその隣に自分たちのお墓を建てるからと言って慰めた経緯から、馬場の故郷である新潟・三条ではなく明石に墓があると言われている。
なお、告別式は親族のみで2018年4月20日に都内（品川区・桐ヶ谷斎場）で営まれたが、プロレス関係者などを集めたお別れの会は、7月18日にザ・キャピトルホテル東急で行われた。
元子が代表をしていたジヤイアントサービスは、元子が死去する4日前の2018年4月10日に解散を決議し、同年10月18日に東京地方裁判所から特別清算開始決定を受け、2019年3月9日に法人格が消滅した。同じくミスタービィも、2019年2月20日に東京地方裁判所から破産手続開始決定を受け、同年9月12日に法人格が消滅した。報道にもあるとおり、両社ともに多額の負債がありほぼ休眠状態にありながら、元子からは億単位の貸付金があり、この時期に清算したのは相続税対策と言われている。残るプロレス振興会とビー・アンド・ジェイは、元子の姪（元子の長姉の長女）を代表取締役として存続している。
ジャイアント馬場の肖像権などは、元子から生前に「馬場を守って」と託された、元子の又甥（元子の長姉の長女の息子）にあたる緒方公俊が承継し、2018年8月には新たに株式会社H.J.T.Productionが設立された。元子の所有していた不動産やその他の財産 は、元子の遺言により元子の姪やその子たちに相続させたり遺贈された。馬場家側の親族や、元子が養女になった河合家の親族、あるいは公益・公共的団体などへの遺贈は今のところ確認されていない。その後2019年中には、渋谷区の自宅マンション やハワイのコンドミニアム はすべて人手に渡っている。横浜市青葉区にある全日本プロレスの合宿所（土地・建物）は、元子の二人の姪（元子の兄の長女と次女）が相続して存続。軽井沢町の別荘も現存。
元子が生前に開催を希望していたジャイアント馬場没後20年追善興行が、H.J.T.Productionや各プロレス関係者などからなる実行委員会が主催して、2019年2月19日に両国国技館で実施された。
H.J.T.Productionは、都内で元子生前の手料理など馬場の好みのメニューを食すことができる飲食店「ジャイアント馬場バル」を2020年1月末にオープンしたが、コロナ禍の影響で度々時短営業や休業を余儀なくされた。そのためクラウドファンディングを実施したが、思ったほどの支援は集まらなかった。このジャイアント馬場バルは、2022年1月31日をもって閉店した。なお2021年6月からは、ジャイアント馬場バルからYouTubeでプロレス情報（ジャイアント馬場や元子の思い出話など）を発信していたが、馬場バル閉店後は都内の関係各所で収録している。2024年7月頃からは「総集編」と銘打って、今までの収録分からの再送信でお茶を濁している。また馬場の遺品やレプリカなどの通信販売を行っており、不定期だが全国でイベントなどを開催したりもしている。ちなみに会社名のH.J.T.とは、馬場が掲げた「明るく 楽しく 激しい」プロレスの英語表記「Happy, Joy, Tough」の頭文字。
元子の生前の言動や行動に対しては眉をひそめたり批判的なコメントが多い一方で、馬場のイメージを守るためにあえて憎まれ役を買って出たのだとして擁護する向きもある。

## 著作物

### 著書
- 『ネェネェ馬場さん』 2000年 講談社 ISBN 4-06-210042-8

### 監修書
- 『王者の魂』 竹内宏介 2005年 駒草出版 ISBN 4-906082-93-9
- 『ジャイアント馬場王道ミュージアム』 構成：市瀬英俊 2005年 エンターブレイン ISBN 4-7577-2186-2